# Модульні будівлі
Модульні будівлі  — будівлі що будуються з готових, попередньо підготовлених збірних конструкцій (модулів). Конструкція таких будівель дозволяє швидко з'єднувати один з одним від кількох до кількох десятків модулів. З'єднання також можуть бути як горизонтальними так і вертикальними, утворюючи таким чином багатоповерхові будівельні конструкції.

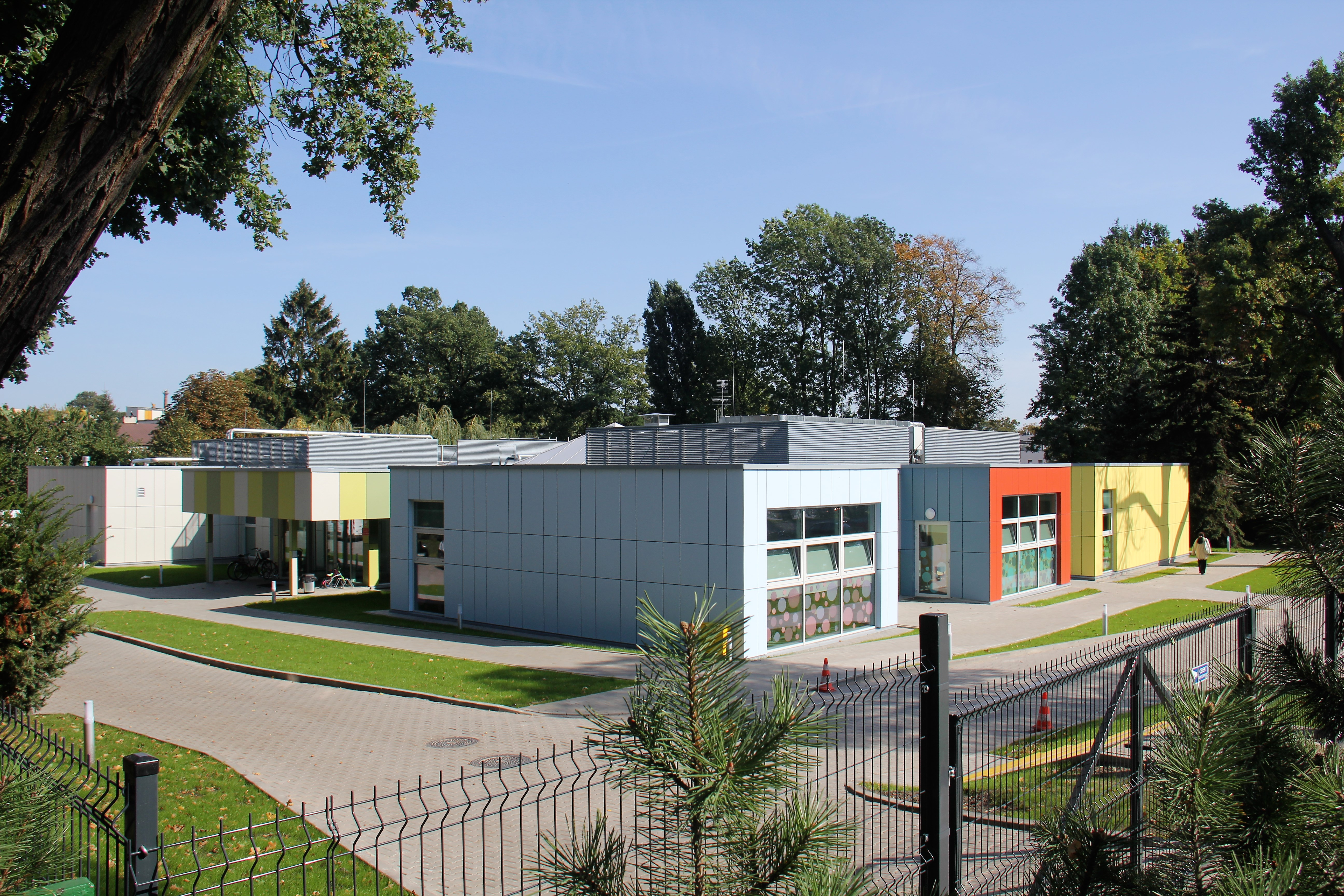
Модульний дитячий садок

Значна частина модульних будівель складається з будівельних контейнерів, найчастіше такі об'єкти використовуються як будівельні майданчики та в інших випадках, коли виникає необхідність швидкого створення тимчасових або замінних приміщень. Наприклад, це можуть бути місця стихійного лиха та стихійні лиха, коли контейнерні будівлі використовуються як тимчасове житло для людей, які втратили житло чи квартиру.
Сучасні модульні будівлі можуть бути якісними об'єктами, які неможливо відрізнити від традиційного будівництва.
Модульні будівлі зазвичай використовуються в місцях, де метою є максимально скоротити час реалізації та мінімізувати неприємності для користувача. Модульні конструкції особливо популярні в Скандинавських країнах, США та Західній Європі
.
При виборі технології велике значення має висока якість споруджуваних об'єктів, незалежність від погодних умов, високий ступінь готовності, що дозволяє скоротити час виконання на будівельному майданчику. Це важливо, наприклад, для будинків, побудованих у центрах міст.
Ці рішення найчастіше використовуються при будівництві комунальних закладів, таких як лікарні.
Модульні будівлі також використовуються для комерційних будівель як комерційні павільйони, невеликі заклади громадського харчування, АЗС тощо.